# Bartolići
 Bartolići   (olaszul: Sovischine) falu Horvátországban, Isztria megyében. Közigazgatásilag Buzethez tartozik.

## Fekvése
Az Isztriai-félsziget északi részének közepén, Pazintól 15 km-re északnyugatra, községközpontjától 13 km-re délnyugatra fekszik.

## Története
1857-ben 347, 1910-ben 345 lakosa volt. 2011-ben 43 lakosa volt.

## Lakosság
| Lakosság változása | Lakosság változása | Lakosság változása | Lakosság változása | Lakosság változása | Lakosság változása | Lakosság változása | Lakosság változása | Lakosság változása | Lakosság változása | Lakosság változása | Lakosság változása | Lakosság változása | Lakosság változása | Lakosság változása | Lakosság változása |
| ------------------ | ------------------ | ------------------ | ------------------ | ------------------ | ------------------ | ------------------ | ------------------ | ------------------ | ------------------ | ------------------ | ------------------ | ------------------ | ------------------ | ------------------ | ------------------ |
| 1857               | 1869               | 1880               | 1890               | 1900               | 1910               | 1921               | 1931               | 1948               | 1953               | 1961               | 1971               | 1981               | 1991               | 2001               | 2011               |
| 347                | 376                | 224                | 305                | 276                | 345                | 494                | 524                | 340                | 294                | 219                | 130                | 102                | 60                 | 54                 | 43                 |

## Nevezetességei
Szent Kornél és Ciprián tiszteletére szentelt temetőkápolnája 1887-ben épült.